# بي إم دبليو آر1100جي اس
بي إم دبليو آر1100جي اس (بالإنجليزية: BMW R1100GS)‏ هي دراجة نارية من تصنيع بي إم دبليو.